# 山本素石
山本 素石（やまもと そせき 1919年6月26日 - 1988年8月1日）は、釣り研究者、エッセイスト、宗教家。
滋賀県甲賀郡甲南町生まれ。本名、山本幹二。日本随筆協会、日本釣振興会、日本渓流釣連盟、各会員。

## 経歴
各種学校や塾を遍歴して一つも卒業せず、職業も転々として自由業に終始。絵付け職人の傍ら、山釣りと渓魚とツチノコの研究にのめり込み、京都を拠点に北海道北端から九州南端、さらには離島、韓国江原道まで彷徨した。
昭和40年代のツチノコブームの火付役で、田辺聖子の小説「すべってころんで」のモデルにもなった。天理教滋京分教会会長、ノータリンクラブ会長。

## 著書

### 単著
- 逃げろツチノコ 山本素石 著 二見書房 1973
- 釣山河 山本素石 著 二見書房 1975 (釣魚名著シリーズ)
- 遥かなる山釣り 山本素石 著 産報 1975 (産報レジャー選書)
- 釣影 : つり随筆 山本素石 著 アテネ書房 1980
- 回生の冒険者崔宰漢 山本素石 著 天理教道友社 1982
- 渓流物語 山本素石 著 朔風社 1982
- 山棲みまんだら 山本素石 著 クロスロード 1985 (クロスロード選書)
- 渓流讃歌 : 素石釣り対談 山本素石 著 立風書房 1986 (Rippû fishing books)
- 秘渓を釣る 秋月岩魚 写真,山本素石 文 新潮社 1986 (新潮文庫)
- 山釣り・山本素石傑作集 山本素石, 朔風社 1992
- つりかげ : わが渓わが人生 山本素石 著 PHP研究所 1992 (PHP文庫)
- 己れに薄く、他に厚く : 商人・諸岡長蔵の生涯 山本素石 著 立風書房 1993
- 幻のツチノコ 山本素石 著 つり人社 1994 (つり人ノベルズ)
- 山本素石の本 1 (山釣り放浪記) 山本素石 著,草野雷 編 筑摩書房 1996
- 山本素石の本 2 (山釣り万華鏡) 山本素石 著,草野雷 編 筑摩書房 1996
- 山本素石の本 3 (山釣り夜話) 山本素石 著,草野雷 編 筑摩書房 1996
- 山本素石の本 4 (完本・逃げろツチノコ) 山本素石 著,草野雷 編 筑摩書房 1996
- テンカラ釣り放浪記 山本素石 著 つり人社 1996 (つり人ノベルズ)

### 編著・共著
- 山渓づり 甲山五一, 山本素石 共著 福音印刷出版局 1979 (The guide of fishing)
- 山釣り 続 山本素石 編著 立風書房 1986
- テンカラ奥義 : 毛鉤釣りの世界 山本素石 編著 朝日ソノラマ 1987
- 山釣り図鑑 山本素石 編 山海堂 1987
- 1泊2日山釣りの旅 山本素石 編 二見書房 1988 (サラ・ブックス)
- てんからfishing : 毛鉤つりのすべて 山本素石 編 池田書店 1988
- 渓流道具づくし 開高健, 山本素石 編 筑摩書房 1988
- 渓流魚づくし 開高健, 山本素石 編 筑摩書房 1988
- 渓流味づくし 開高健, 山本素石 編 筑摩書房 1988
- 山釣り : はるかなる憧憬の谿から 山本素石 編著 立風書房 1996
- 山釣り図鑑 : 装備から釣り方まで山釣りのすべてが分かる 山本素石 編 山海堂 1997

### 漫画原作
- ねずてん 山本素石 原作,男鹿和雄 作画 アインズ 2003